# Menemerus affinis
Menemerus affinis är en spindelart som beskrevs av Wesolowska, van Harten 20. Menemerus affinis ingår i släktet Menemerus och familjen hoppspindlar. Inga underarter finns listade i Catalogue of Life.